# آی‌اوبیت آن-اینستالر

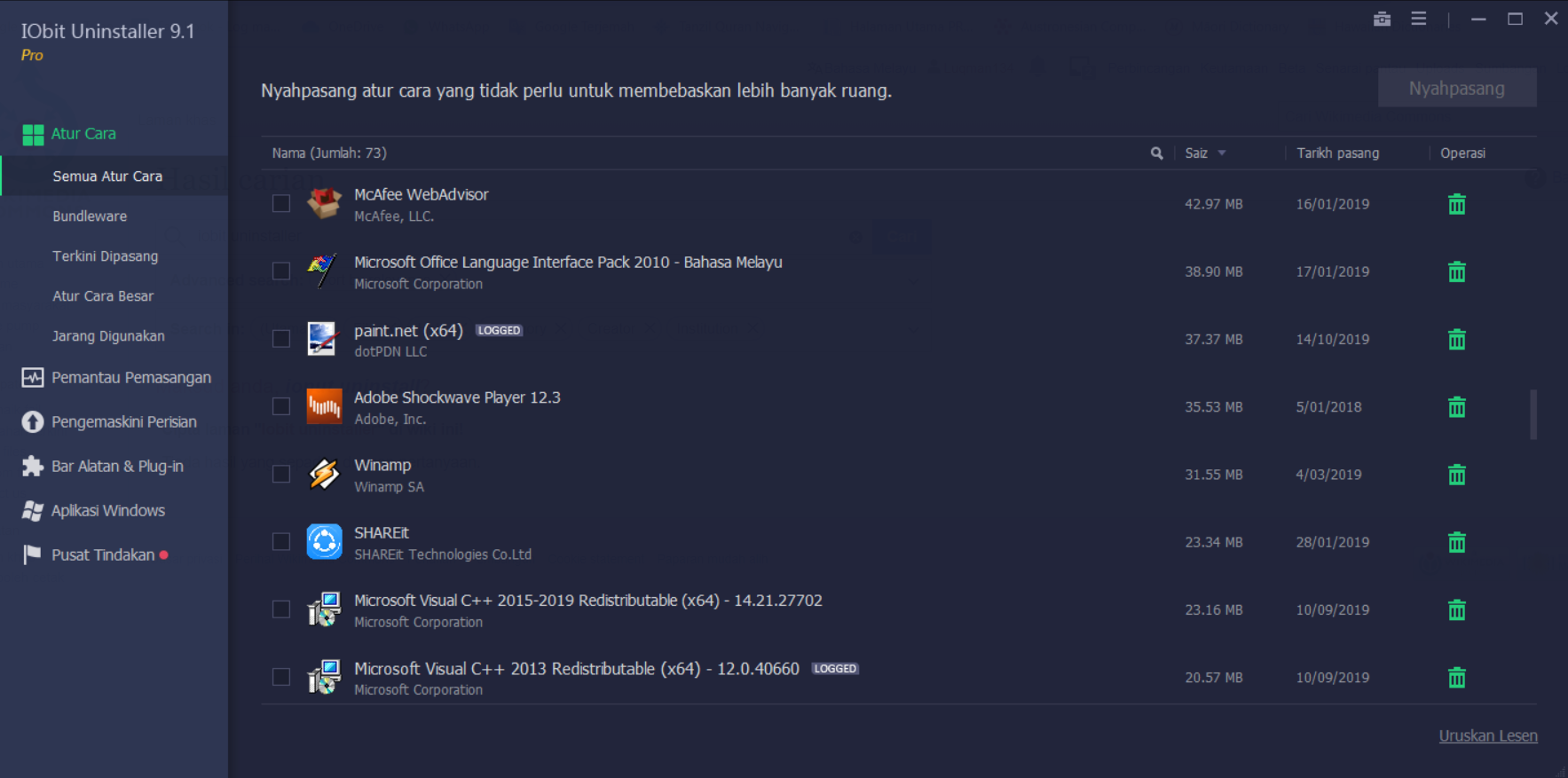

آی او بیت آن-اینستالر (به انگلیسی: IObit Uninstaller) یک نرم افزار حذف نصب نرم افزار است که توسط آی او بیت، برای سیستم عامل مایکروسافت ویندوز ساخته شده و توسعه داده می شود.جدا از قابلیت حذف نرم افزار، این نرم افزار قابلیت های دیگری نیز دارد که از جمله آنها می توان به قابلیت حذف تولبار ها و افزونه های مرورگر اشاره نمود.